# Lista celor mai mari acvarii din lume
Lista celor mai mari acvarii din lume clasifică incintele cu cel puțin o latură transparentă în care sunt ținute și expuse plante și animale acvatice (acvarii), în funcție de volumul total al acestora.
Acvariile pot adăposti habitate de apă dulce, oceanice sau marine. Un tip de acvariu larg răspândit sunt delfinariile, bazinele publice care adăpostesc delfini. Multe dintre acvarii fac parte din complexuri destinate cercetării și protejării vieții subacvatice.
Lista include atât bazine individuale, cât și complexuri acvatice formate din mai multe bazine, eventual dispuse în clădiri diferite. Ordinea este descrescătoare, în funcție de volumul total al acvariului.
| Imagine | Nume | Oraș                         | Țară                  | Capacitate totală (m3) | Capacitate maximă a unui singur bazin (m3) | Observații | Note         |
|         | |                              |                       |                        |                                            | |              |
| ------- | --- | ---------------------------- | --------------------- | ---------------------- | ------------------------------------------ | --- | ------------ |
|         | Chimelong Spaceship (în chineză: 長隆飛船, transliterat: Zhǎng lóng fēichuán)                                                              | Insula Hengqin, Guangdong    | China                 | 75.350,97              | 56.450,14                                  | Cel mai mare acvariu din lume, inaugurat în 2023, parte a complexului Stațiunea Internațională Oceanică Zhuhai Chimelong | [ 1 ] [ 2 ]  |
|         | SeaWorld Abu Dhabi (în arabă سي وورلد أبو ظبي, transliterat: Si wurlid 'abu zaby)                                                          | Abu Dhabi                    | Emiratele Arabe Unite | 58.000                 | 25.000                                     | Parc tematic despre viața marină și centru de cercetare, salvare și reabilitare a animalelor, deschis pe 23 mai 2023 | [ 3 ] [ 4 ]  |
|         | Regatul Oceanic Chimelong (în chineză: 长隆海洋王国, transliterat: Zhǎng lóng hǎiyáng wángguó)                                             | Hengqin, Guangdong           | China                 | 48.750                 | 22.700                                     | Deținător al recordului mondial Guinness în 2014 pentru cel mai mare acvariu, cel mai mare bazin de acvariu, cea mai mare cupolă de vizionare subacvatică, cea mai mare fereastră de acvariu și cel mai mare panou acrilic, parte a complexului Stațiunea Internațională Oceanică Zhuhai Chimelong | [ 5 ] [ 6 ]  |
|         | S.E.A. Aquarium (South-East Asia Aquarium) (în engleză S.E.A. Aquarium)                                                                    | Singapore                    | Singapore             | 45.200                 | 18.170                                     | Deținător al recordului mondial Guinness pentru cel mai mare acvariu între 2012 și 2014 | [ 6 ]        |
|         | Oceanogràfic (în spaniolă Oceanogràfic) | Valencia                     | Spania                | 41.600                 | 7.000                                      | Cel mai mare acvariu din Europa, inaugurat în 2003, parte a complexului Orașul Artelor și Științei | [ 6 ] [ 7 ]  |
|         | Acvariul din Georgia (în engleză Georgia Aquarium)                                                                                         | Atlanta, Georgia             | Statele Unite         | 41.640                 | 23.850                                     | Deținător al recordului mondial Guinness pentru cel mai mare acvariu între 2005 și 2012, include un tunel subacvatic | [ 8 ]        |
|         | Acvariul Public din Portul Nagoya (în japoneză 名古屋港水族館, transliterat: Nagoyakōsuizokkan)                                            | Nagoya, Aichi                | Japonia               | 27.000                 | 13.400                                     | Cel mai mare acvariu din Japonia, inaugurat în 1992 | [ 9 ] [ 10 ] |
|         | Moskvarium (în rusă Москвариум, transliterat: Moskvarium)                                                                                  | Moscova                      | Rusia                 | 25.000                 | 3.700                                      | Centrul de Oceanografie și Biologie Marină Moskvarium a fost inaugurat în 2015, parte a Expoziției Realizărilor Economiei Naționale | [ 6 ]        |
|         | The Seas with Nemo & Friends (în engleză The Seas with Nemo & Friends)                                                                     | Bay Lake, Florida            | Statele Unite         | 21.578                 | 21.578                                     | Acvariu localizat în parcul EPCOT (Experimental Prototype Community of Tomorrow) din complexul Walt Disney World | [ 11 ]       |
|         | Hanwha Aqua Planet Jeju (în coreeană 한화 아쿠아플라넷 제주, transliterat: Hanhwa akuapeullanes jeju)                                      | Insula Jeju                  | Coreea de Sud         | 20.000                 | 10.800                                     | Cel mai mare acvariu din Japonia, complexul include un delfinariu și un tunel subacvatic | [ 6 ]        |
|         | Acvariul John G. Shedd (în engleză John G. Shedd Aquarium)                                                                                 | Chicago                      | Statele Unite         | 18.900                 | 7.600                                      | Amplasat într-o clădire de formă octogonală care găzduiește cinci expoziții permanente | [ 6 ]        |
|         | Nausicaá - Centrul Național al Mării (în franceză Nausicaá - Centre national de la mer)                                                    | Boulogne-sur-Mer             | Franța                | 17.000                 | 10.000                                     | Complexul include cel mai mare bazin de acvariu din Europa (10.000 m3) | [ 6 ]        |
|         | Cube Oceanarium (în chineză: 浩海立方, transliterat: Hào hǎi lìfāng)                                                                       | Chengdu                      | China                 | 11.000                 | 10.000                                     | Deținător al recordului mondial Guinness în 2015 cea mai mare fereastră acrilică din lume și cea mai mare fereastră de acvariu din lume | [ 6 ] [ 12 ] |
|         | Acvariul și Grădina Zoologică Subacvatică din Dubai (în engleză Dubai Aquarium and Underwater Zoo)                                         | Dubai                        | Emiratele Arabe Unite | 10.500                 | 10.000                                     | Acvariu public situat în Dubai Mall, include un tunel subacvatic | [ 6 ] [ 7 ]  |
|         | Acvariul Kaiyukan din Osaka (în japoneză 海遊館, transliterat: Kaiyūkan)                                                                   | Osaka                        | Japonia               | 10.000                 | 7.500                                      | Cel mai mare acvariu din lume la momentul inaugurării (1990), include un tunel subacvatic | [ 6 ]        |
|         | Acvariul Churaumi din Okinawa (în japoneză 沖縄美ら海水族館, transliterat: Okinawa Churaumisuizokukan)                                     | Okinawa                      | Japonia               | 9.800                  | 7.500                                      | Cel mai mare acvariu din lume între 2002 și 2005, parte a complexului Ocean Expo Park | [ 6 ] [ 7 ]  |
|         | Muzeul Național de Biologie Marină și Acvariul din Checheng (în chineză: 國立海洋生物博物館, transliterat: Guólì hǎiyáng shēngwù bówùguǎn) | Checheng, comitatul Pingtung | Taiwan                |                        | 5.700                                      | Complex format din mai multe pavilioane și trei expoziții permanente, include cel mai lung tunel subacvatic din Asia între 2000 și 2002 (80 m) | [ 6 ]        |
|         | Antalya Aquarium (în turcă Antalya Aquarium)                                                                                               | Antalya                      | Turcia                | 7.500                  | 5.000                                      | Complexul conține 64 de acvarii, include un tunel subacvatic cu o lungime de 131 m | [ 6 ]        |
|         | Oceanariul din Lisabona (în portugheză Oceanario de Lisboa)                                                                                | Lisabona                     | Portugalia            | 7.000                  | 5.000                                      | Conține 5 bazine care prezintă habitate diferite | [ 6 ]        |
|         | Acvariul Sea Life din Istanbul (TurkuaZoo) (în turcă İstanbul Sea Life Akvaryum)                                                           | Istanbul                     | Turcia                | 7.000                  | 5.000                                      | Acvariu situat în centrul comercial Forum Istanbul din Bayrampașa, include un tunel subacvatic cu o lungime de 80 m | [ 6 ]        |
|         | Acvariul din Istanbul (în turcă İstanbul Akvaryum)                                                                                         | Istanbul                     | Turcia                | 7.000                  |                                            | Acvariul național al Turciei, complexul conține 64 de acvarii cu 17 teme geografice diferite | [ 13 ]       |